# A szerencse háza
A szerencse háza (eredeti cím: The House) 2017-ben bemutatott amerikai filmvígjáték, melyet Andrew J. Cohen rendezett, valamint Cohen és Brendan O'Brien írt. A főszerepben Will Ferrell, Amy Poehler, Jason Mantzoukas, Ryan Simpkins, Nick Kroll, Allison Tolman, Rob Huebel, Michaela Watkins és Jeremy Renner látható.
Az Amerikai Egyesült Államokban, 2017. június 30-án mutatták be, Magyarországon két héttel hamarabb szinkronizálva, augusztus 17-én az InterCom Zrt. forgalmazásában.
A projekt általánosságban negatív értékeléseket kapott a kritikusoktól, és világszerte a 40 milliós költségvetésével szemben, mindössze 34 millió dolláros bevételt tudott termelni.

## Cselekmény
Amikor lányukat, Alexet (Ryan Simpkins) felveszik a pennsylvaniában található Buckley Egyetemre, Scott és Kate Johansen (Will Ferrell, Amy Poehler) hihetetlenül el vannak ragadtatva. Azonban rájönnek, nincs elegendő pénzük Alex tanulmányára, a befektetett 401 000 dollár valójában nem is létezik, mert a városháza tanácsosa elvette azt.
Nem akarják tudatni vele, meghallgatják szomszédjukat, Franket (Jason Mantzoukas), aki elmondja nekik, van mód arra, hogy egy év alatt négy évnyi elegendő pénzt keressenek, illegális kaszinót indítva az alagsorban, sztriptíztáncos, 11 éves DJ-vel és női MMA harci mérkőzésekkel.

## Szereplők
| Szerep                                           | Színész          | Magyar hang         |
| ------------------------------------------------ | ---------------- | ------------------- |
| Scott Johansen                                   | Will Ferrell     | Kerekes József      |
| Kate Johansen, Scott felesége                    | Amy Poehler      | Kiss Erika          |
| Frank Theodorakis, Kate és Scott legjobb barátja | Jason Mantzoukas | Nagypál Gábor       |
| Alex Johansen, Scott és Kate lánya               | Ryan Simpkins    | Csuha Borbála       |
| Bob Schaeffer, a városháza tanácsosa             | Nick Kroll       | Kisfalusi Lehel     |
| Dawn Mayweather, Bob szeretője                   | Allison Tolman   | Kelemen Kata        |
| Chandler tizedes                                 | Rob Huebel       | Joó Gábor           |
| Raina Theodorakis, Frank ex-felesége             | Michaela Watkins | Bertalan Ágnes      |
| Tommy Papouli, helyi maffiafőnök                 | Jeremy Renner    | Zöld Csaba          |
| Reggie Henderson                                 | Cedric Yarbrough | Barabás Kiss Zoltán |
| Laura                                            | Andrea Savage    | Erdős Borcsa        |
| Craig                                            | Andy Buckley     | Juhász Zoltán       |
| idős nő                                          | Linda Porter     | Kassai Ilona        |

## Gyártás
A film forgatása 2015. szeptember 14-én kezdődött Los Angelesben.
Steven Mnuchin pénzügyminiszter ügyvezető producerként vett részt a film készítésében.

## Jelölések
| Év   | Díj                   | Kategória   | Átvevő           | Eredmény |
| ---- | --------------------- | ----------- | ---------------- | -------- |
| 2017 | Golden Trailer Awards | Best Comedy | A szerencse háza | Elnyerte |